# 茅坦岛
28°15′00″N 121°09′59″E / 28.24995°N 121.16627°E
茅坦岛，是浙江省乐清湾中部的一个岛屿，属玉环市海山乡管辖，并设茅坦村。

## 特点
茅坦岛呈不规则梯形，南北走向，面积0.52平方公里，是乐清湾第二大岛。主峰海拔67米。有1个行政村（茅坦村），3个自然村。主要经济来源是滩涂养殖与围海养殖。